# Фоминых, Николай Фёдорович (тренер)
Фоминых Николай Фёдорович (24 сентября 1927, Киев — февраль 1996, Киев) — советский футболист, футбольный тренер, арбитр, спортивный организатор. Заслуженный тренер СССР (1960).

## Биография
Родился 24 сентября 1927 года в Киеве.
В 1949—1954 годах играл в футбольной команде Киевского института физкультуры. С 1955 года — на тренерской работе.
В 1951—1956 годах — тренер ФШМ (Киев), в августе 1957 — 1963 годах — старший тренер ДЮСШ «Динамо» (Киев).
В 1963—1966 годах и в 1968 году — главный тренер, в 1967 и 1969 годах — тренер и начальник команды СКА (Киев).
В 1970—1972 годах — главный тренер футбольной команды «Кривбасс» (Кривой Рог).
В августе 1972 — июне 1975 года — начальник отдела футбола Украинского республиканского совета ВФСО «Динамо». В июне 1975 — 1989 году — начальник комитета по физической культуре и спорту Украинской ССР, в 1976—1987 годах и в декабре 1989 — марте 1991 года — председатель Федерации футбола Украинской ССР.
Умер в феврале 1996 года в Киеве.

## Награды
- Заслуженный тренер СССР (9 декабря 1960) — за воспитание чемпионов страны по футболу среди юношей.